# Подорож Катерини II до Криму
Подорож Катерини II до Криму відбулася 6 січня — 11 липня 1787 року. У ході подорожі російська імператриця відвідала терени колишнього, нещодавно анексованого нею Кримського ханства, а також ряд інших міст Російської імперії, включно з містами півдня України. Катерина II подолала 5657 верст. Організатором подорожі був князь Григорій Потьомкін. У події взяли участь близько 3000 осіб.
Метою подорожі була інспекція недавно приєднаних до Російської імперії теренів — півдня України (межиріччя Дніпра і Південного Бугу) та Криму (Таврійської области).
Приготування до подорожі Катерини II до Криму розпочалися у 1784 році. Керував ними колишній фаворит імператриці Григорій Потьомкін. За його наглядом було вирівняно дороги, побудовано нові мости, палаци. Села вздовж маршруту подорожі було прикрашено з метою демонстрації нібито процвітання Росії та прекрасного життя її населення; такі села дістали назву «потьомкінських».
Участь у подорожі взяли близько 3000 осіб, зокрема санкт-петербурзький імператорський двір, граф Григорій Потьомкін, посли Франції, Великої Британії, Священної Римської імперії, а також монархи сусідніх держав — Станіслав-Август Понятовський, король Речі Посполитої, та Йозеф II, імператор Священної Римської імперії.
У ході подорожі Катерина II побувала в багатьох містах Російської імперії. У Катеринославі вона з австрійським імператором заклала місцевий катедральний собор. У Криму імператриця відвідала Перекоп, Бахчисарай, Севастополь, Сімферополь, Балаклаву, Карасубазар, Судак, Старий Крим та Феодосію.

## Передумови

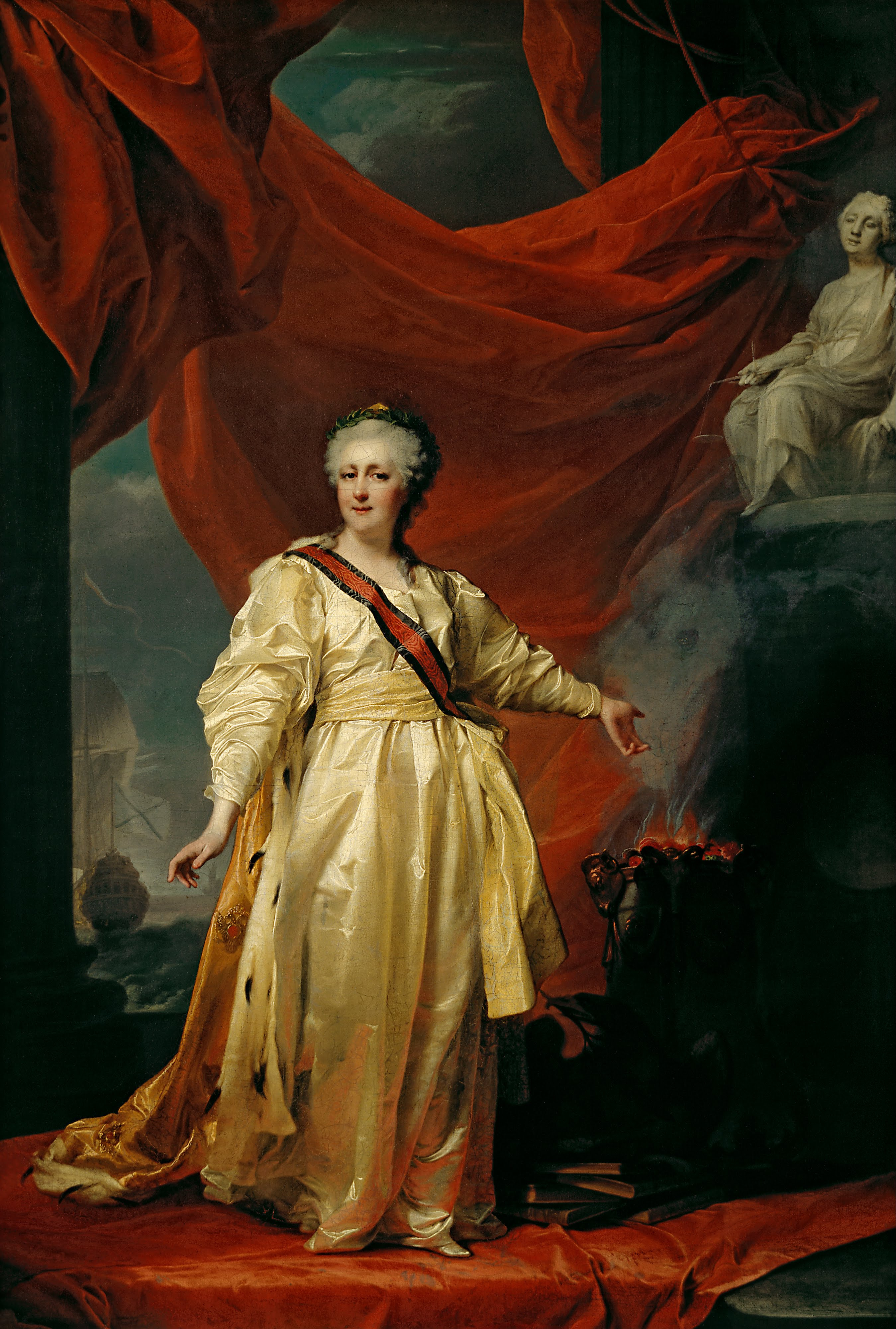
Катерина II. Робота Дмитра Левицького, 1783

1768 року Османська імперія оголосила Російській імперії війну. В результаті бойових дій перемогу здобула Росія на чолі з імператрицею Катериною II.
Головним наслідком війни стало проголошення незалежности Кримського ханства — спочатку за російсько-кримським Карасубазарським трактатом, умови якого пізніше визнала Османська імперія за Кючук-Кайнарджийським миром. Окрім того, ці договори встановлювали союз між Росією та Кримським ханством, давали імперії вихід до Чорного моря.
1783 року Катерина II підписала маніфест про приєднання Кримського ханства до Росії. Наступного, 1784 року було утворено Таврійську область.

## Підготовка
Цілями подорожі Катерини II до Криму та півдня України була інспекція так званої Новоросії, зустріч з імператором Священної Римської імперії Йозефом II.
Уперше про подорож імператриці до Криму заговорили у 1780 році, коли Катерина II захопилася «грецьким проєктом» з відновлення Візантійської імперії, запропонованого просвітником Вольтером.

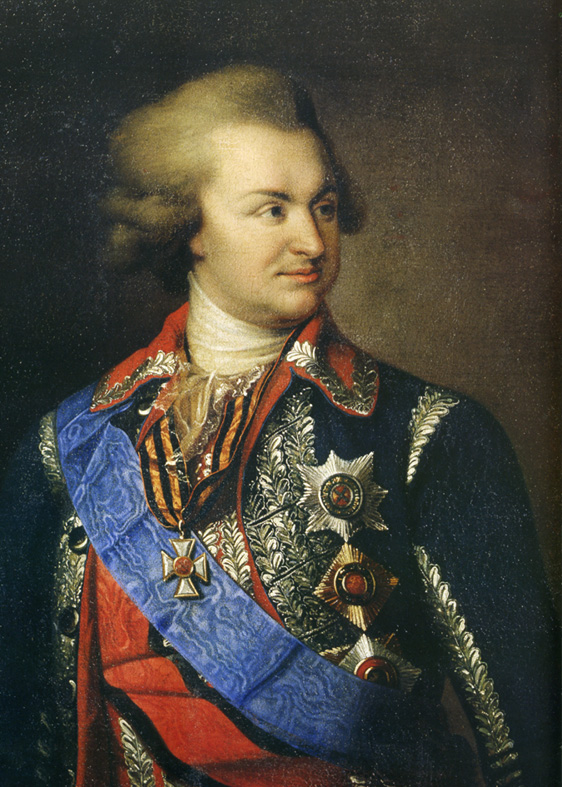
Князь Григорій Потьомкін-Таврійський

1784 року розпочалася підготовка до подорожі. Фаворит імператриці, правитель Новоросії граф Григорій Потьомкін протягом трьох років займався приготуванням краю до візиту Катерини II. Під час підготовки збудували так звані «потьомкінські села» — камуфляжні села, створені для демонстрації нібито процвітання населення і краю під владою Росії і, таким чином, введення в оману іноземних монархів та послів. Маршрутом подорожі будували невеликі палаци за кресленнями архітектора Антоніо Рінальді. Крім того, на півдні України випрямляли шляхи, будували нові мости. Потьомкін доручив військовому інженерові Миколі Корсакову будівництво дороги, «щоб не поступалась римським», з Кизикермена через Перекоп до Криму. Григорій Потьомкін також висаджував уздовж шляхів дерева. Крім того, місцями будувалися катеринівські милі.
Багато зусиль було докладено для того, щоб показати правительці Росії, представникам петербурзького та інших іноземних дворів нібито процвітання краю, прекрасне життя населення. Граф Потьомкін багато працював над тим, щоб Катерину II зустрів не завойований і силою примушений до покори народ, а вірні піддані імператриці.
Крім того, під час підготовки до подорожі багато уваги звернули на розбудову Чорноморського флоту та російської армії на півдні України.
Італійському композиторові Джузеппе Сарті доручили написати спеціальну композицію на честь прибуття імператриці до Криму.

## Маршрут
Луга — Великі Луки — Смоленськ — Новгород-Сіверський — Чернігів — Київ — Катеринослав — Херсон — Перекоп — Бахчисарай — Севастополь — Ак-Мечеть — Карасубазар — Судак — Старий Крим — Феодосія — Генічеськ — Маріуполь — Таганрог — Нахічевань-на-Дону — Черкаськ — Азов — Бахмут — Бєлгород — Обоянь — Курськ — Орел — Мценськ — Тула — Серпухов — Москва — Клин — Торжок — Вишній Волочок — Новгород — Санкт-Петербург. Усього 5657 верст, з них 446 — по воді.

## Учасники
Окрім Катерини II, разом з нею подорожувало близько 3000 осіб: граф Потьомкін, король Речі Посполитої Станіслав-Август Понятовський (з квітня), імператор Священної Римської імперії Йозеф II (з травня), посол Франції в Росії Луї-Філіпп де Сеґюр, австрійський дипломат Шарль-Жозеф де Лінь, посол Священної Римської імперії в Росії граф Людвіг фон Кобенцль, посол Великої Британії в Росії Аллейн Фітцгерберт, німецький принц і російський адмірал Карл Генріх Нассау-Зіген а також увесь російський імператорський санкт-петербурзький двір.

Учасники подорожі Катерини II до Криму та півдня України
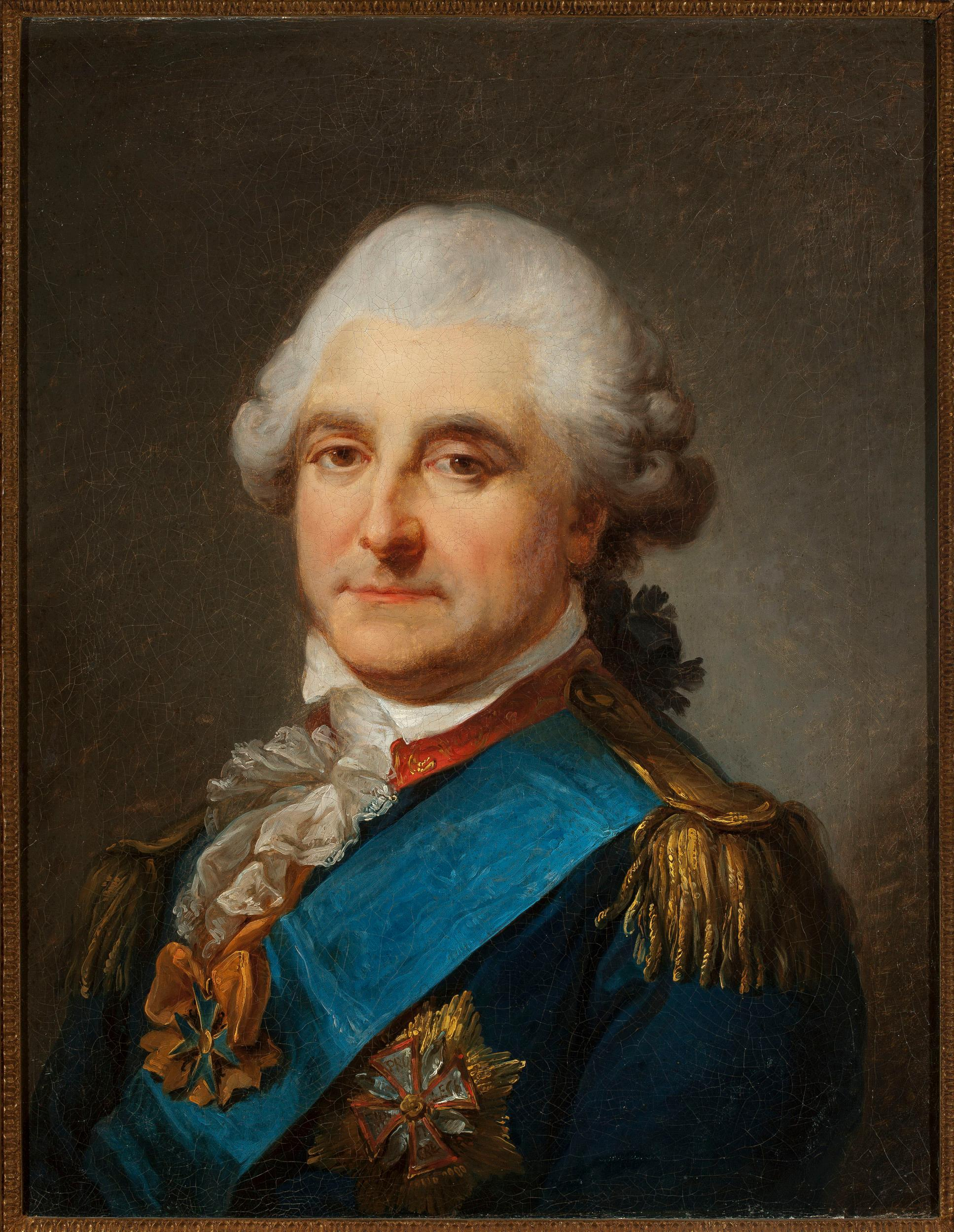
Станіслав-Август Понятовський, король Речі Посполитої
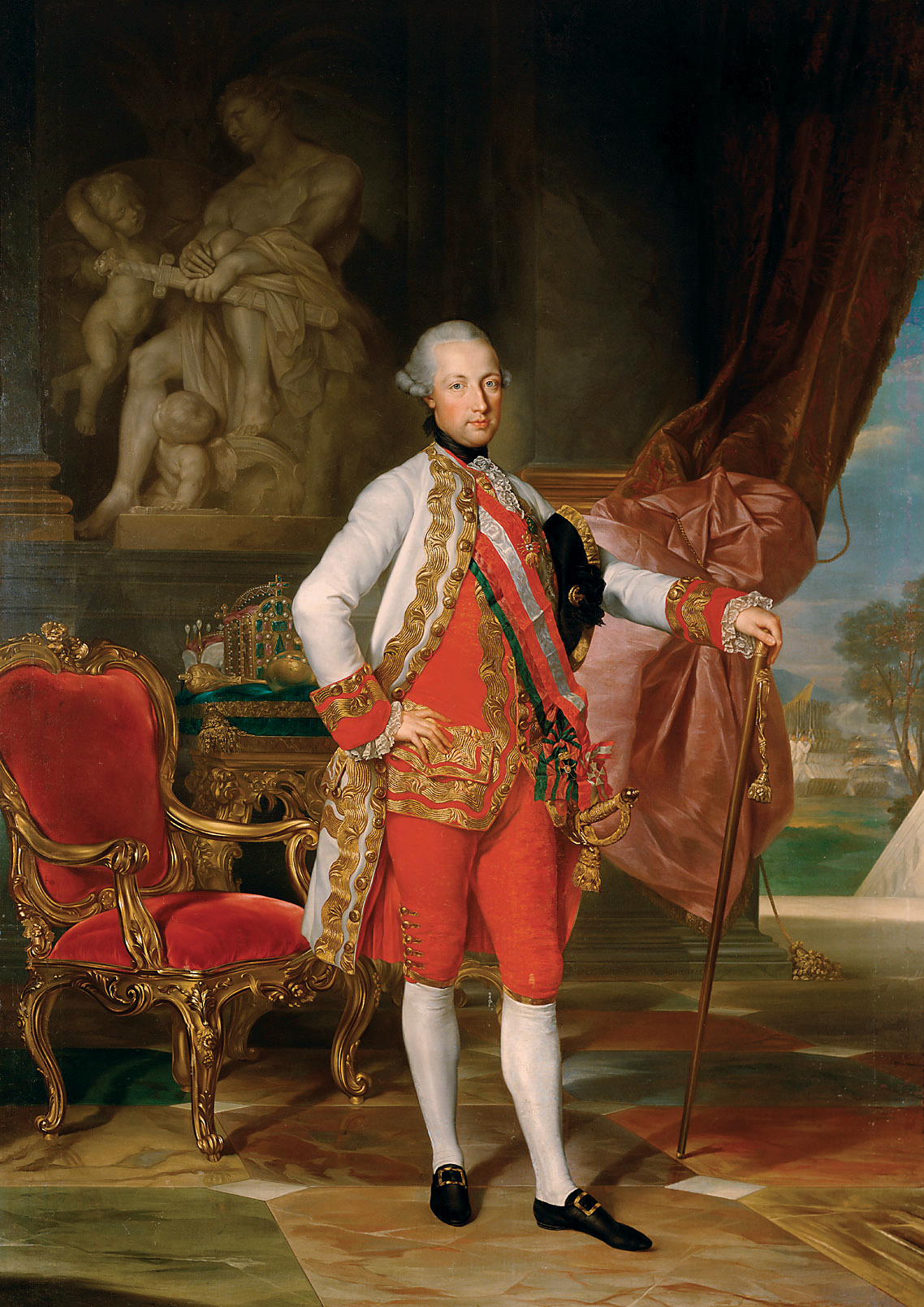
Йозеф II, імператор Священної Римської імперії
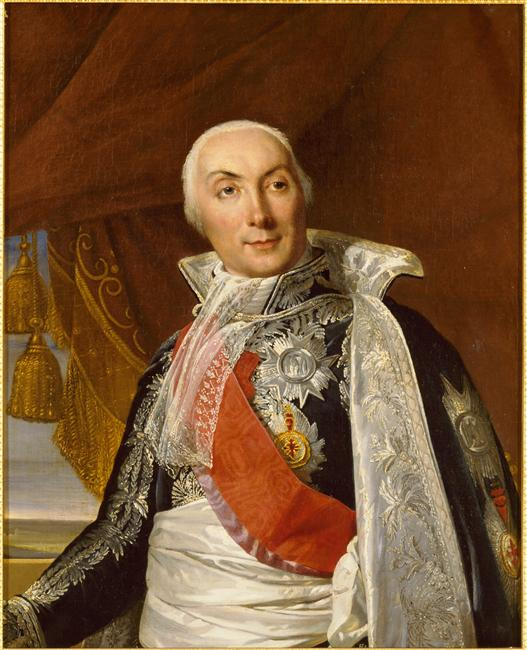
Луї-Філіпп де Сеґюль, посол Франції в Росії
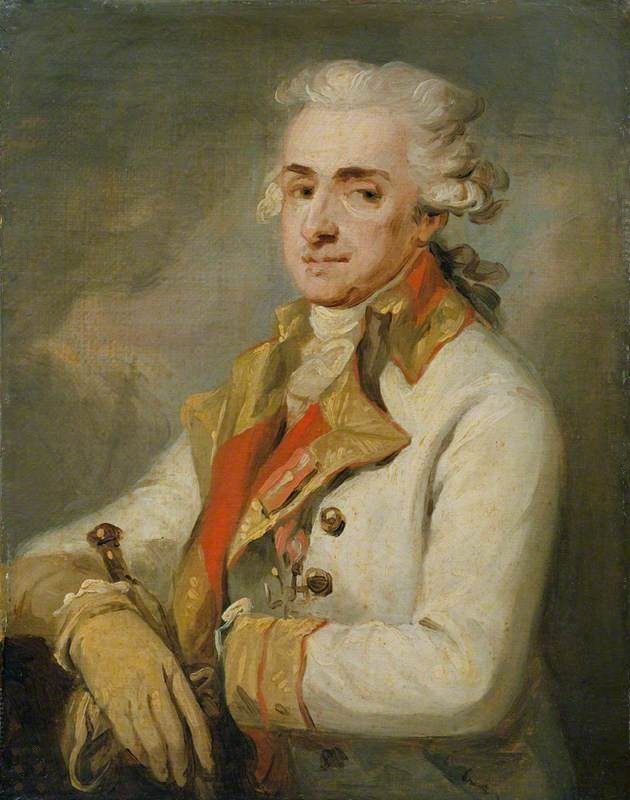
Шарль-Жозеф де Лінь, австрійський дипломат
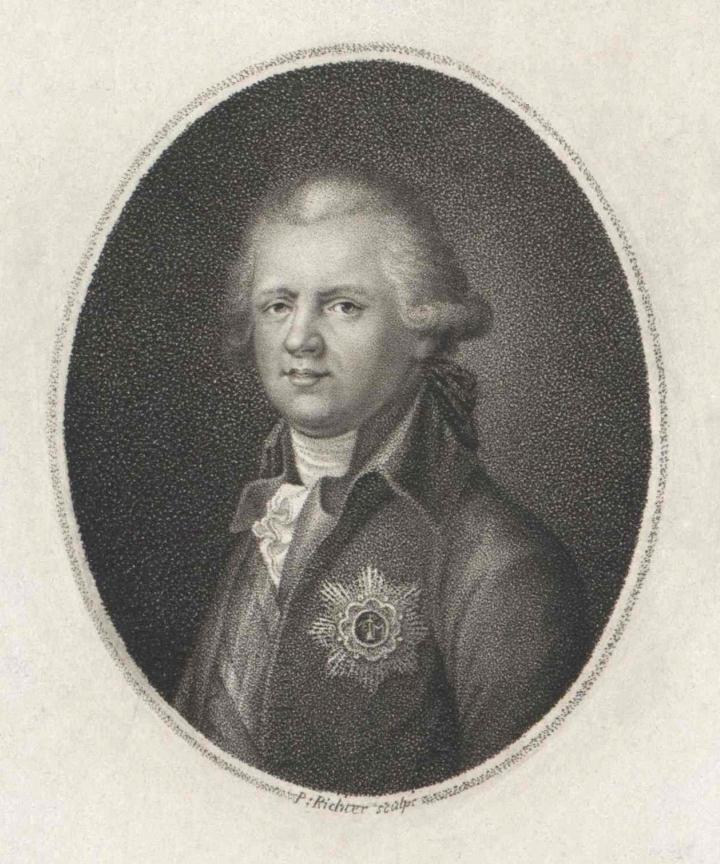
Людвіг фон Кобенцль[en], посол Священної Римської імперії
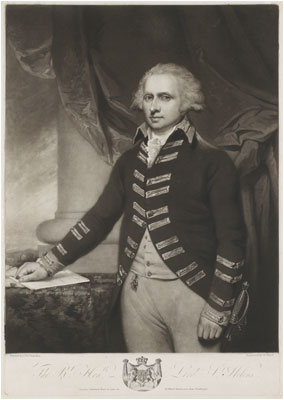
Аллейн Фітцгерберт[en], посол Великої Британії в Росії
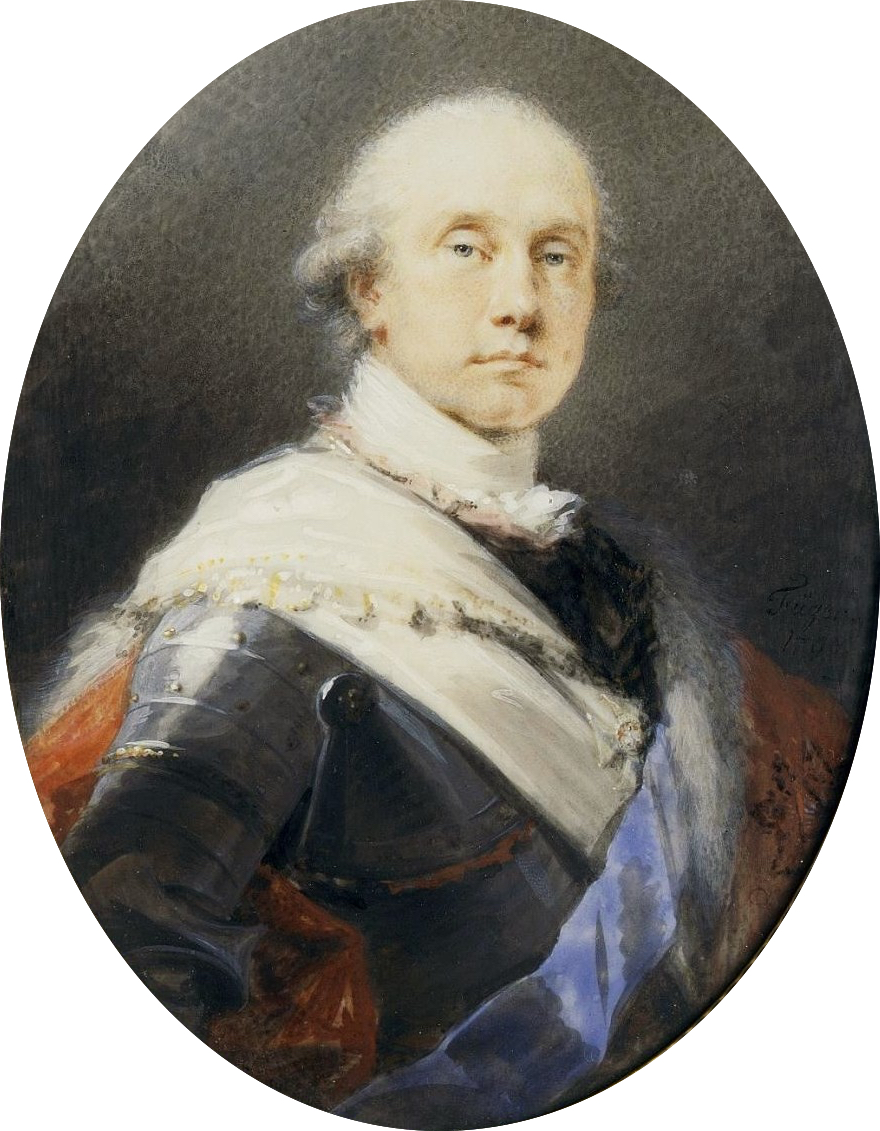
Карл Генріх Нассау-Зіген

## Подорож до України
Подорож розпочалася 6 січня 1787 року: тоді імператриця Катерина II виїхала із Царського Села, де зібралися всі запрошені до подорожі високопоставлені особи. Кортеж імператриці розтягнувся на одну версту. Правителька їхала в подорож разом з петербурзьким двором та представниками європейських держав.
Дорогою імператорський кортеж зупинявся біля спеціально зведених невеликих палаців, до яких, з метою щоб здивувати іноземців, зігнали святково одягнених селян. У містах Катерину II так само святково зустрічали містяни.
23 січня імператорський кортеж прибув до Смоленська.
Для зустрічі імператриці в Новгород-Сіверському звели тріумфальну арку.
29 січня кортеж прибув до Києва. Там імператриця зробила тримісячну зупинку перш ніж вирушити далі. Разом з іншими учасниками подорожі Катерина II жила в Маріїнському (Царському) палаці. 14 лютого 1787 року там Катерина II зустрілася з Франсіско де Мірандою — венесуельським політичним діячем та майбутнім визволителем Південної Америки з-під іспанського панування.
Під час перебування імператриці в Києві продовжувалися підготовчі роботи під керівництвом графа Потьомкіна. Зокрема, йшли роботи з вирівнювання дна Дніпра та руйнування порогів.

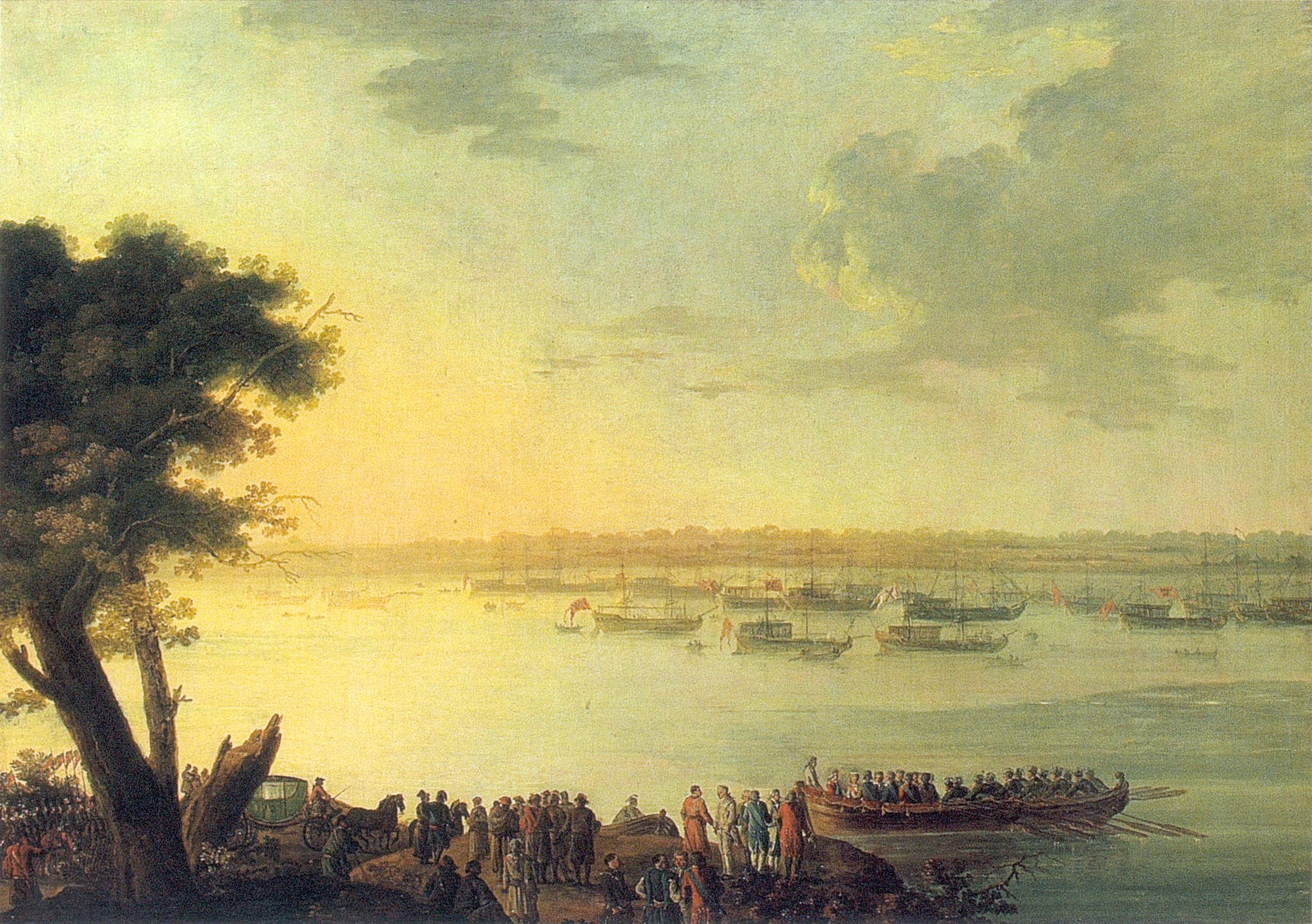
Відплив імператорського кортежу з Канева

22 квітня імператриця із супроводом вирушила далі. Від Києва до Кременчука вони пливли на 50 галерах і загалом 80 суднах. У Каневі Катерина II мала зустріч з королем Речі Посполитої Станіславом-Августом Понятовським. До Кременчука кортеж доплив 30 квітня.

## Катеринослав та Херсон

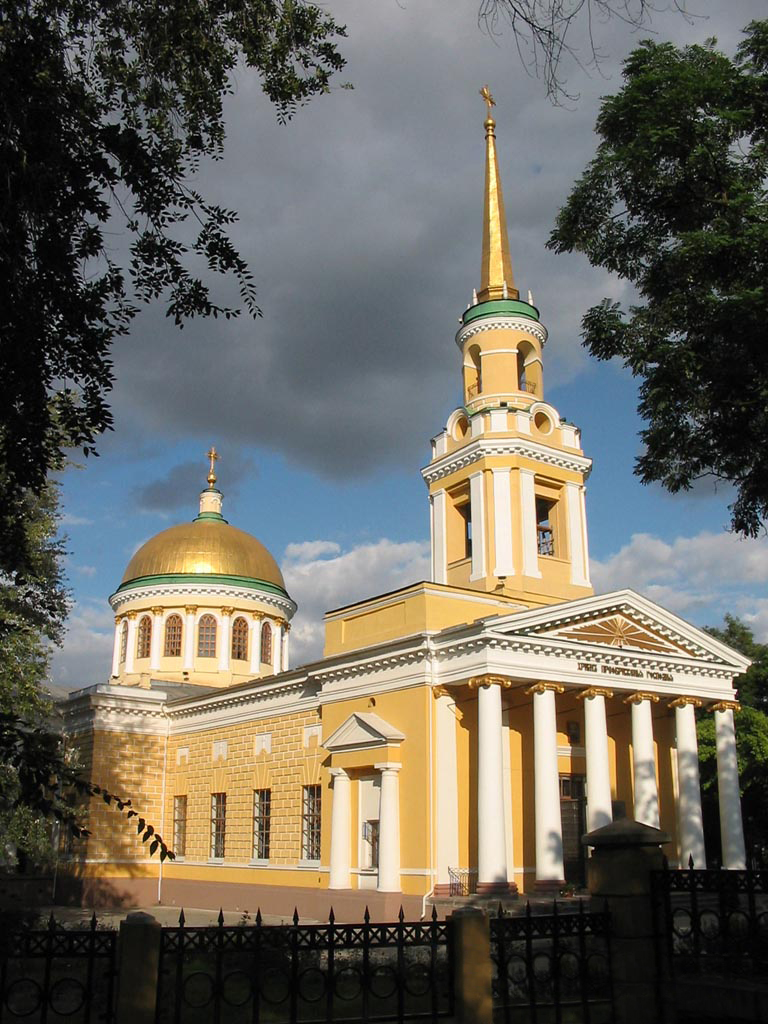
Спасо-Преображенський катедральний собор міста Дніпра, закладений під час подорожі Катерини II до Криму

На початку травня 1787 року кортеж Катерини II прибув до фортеці Новий Кодак на Дніпрі. Там імператриця мала особисту зустріч з імператором Священної Римської імперії Йозефом II, який у Росії під час подорожі іменувався графом Фалькенштайном. Під час відвідування Катеринослава (нині — Дніпро) Катерина II разом з Йозефом II брала участь у закладанні тамтешнього Спасо-Преображенського катедрального собору. Граф Потьомкін мав грандіозні плани щодо нового собору, проте вони не були здійснені. Сучасний Спасо-Преображенський собор Дніпра був зведений у першій половині XIX століття, проте в основі має фундамент, закладений за перебування в Катеринославі Катерини II.

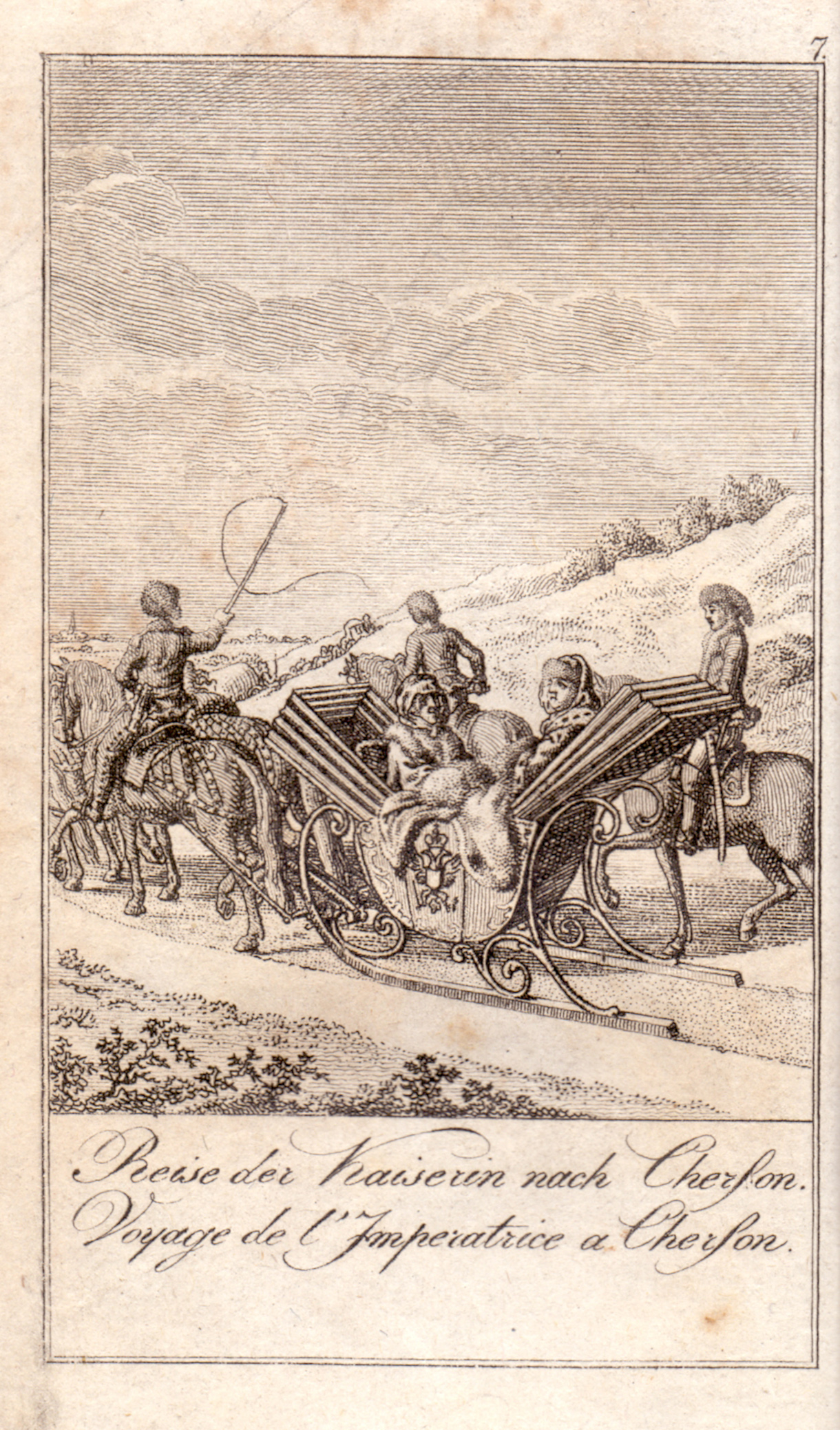
Д. Ходовецький. Подорож Катерини II до Херсона. Робота 1797 року

12 травня кортеж Катерини II прибув до Херсона. За спогадами графа де Сеґюра, посла Франції в Росії, супровід Катерини II, зокрема іноземні гості, відверто здивувалися від побаченого в Херсоні. Вони побачили в Херсоні майже повністю завершену Херсонську фортецю, Херсонське адміралтейство, військові казарми, великий гарматний арсенал, два лінійні кораблі та багато інших будівель, зведених тут за часів Григорія Потьомкіна.

## Подорож у Криму
19 травня кортеж російської імператриці перейшов річку Дніпро поблизу Кизикермена (сучасний Берислав) і опинився на теренах Таврійської области. Того ж дня кортеж доїхав до Перекопської фортеці, де імператрицю та її супровід зустрів правитель Таврійської области Василь Каховський та Карл Габлиць.
20-22 травня Катерина II перебувала в Бахчисараї. Вона зупинилася у палаці, що раніше був резиденцією кримських ханів. Разом з Йозефом II вона відвідала місцевий Успенський монастир та руїни фортеці Чуфут-Кале.
22 травня імператорський кортеж вирушив до Інкермана. Там відбувся урочистий парад Чорноморського флоту, який став кульмінацією всієї подорожі: 3 кораблі, 12 фрегатів, 20 дрібних суден, 3 бомбардирські човни та 2 брандери — усього 40 суден — одночасно відкрили вогонь з корабельних гармат. Після обіду імператриця з супроводом вирушила до Севастополя, де перебувала і наступного дня. У місті відбулися урочисті святкування на честь Катерини II.

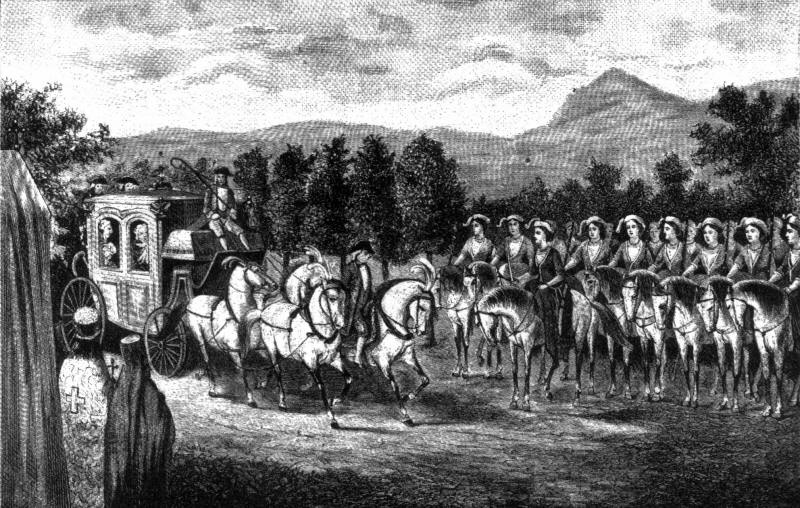
Загін амазонської роти зустрічає Катерину II в Балаклаві

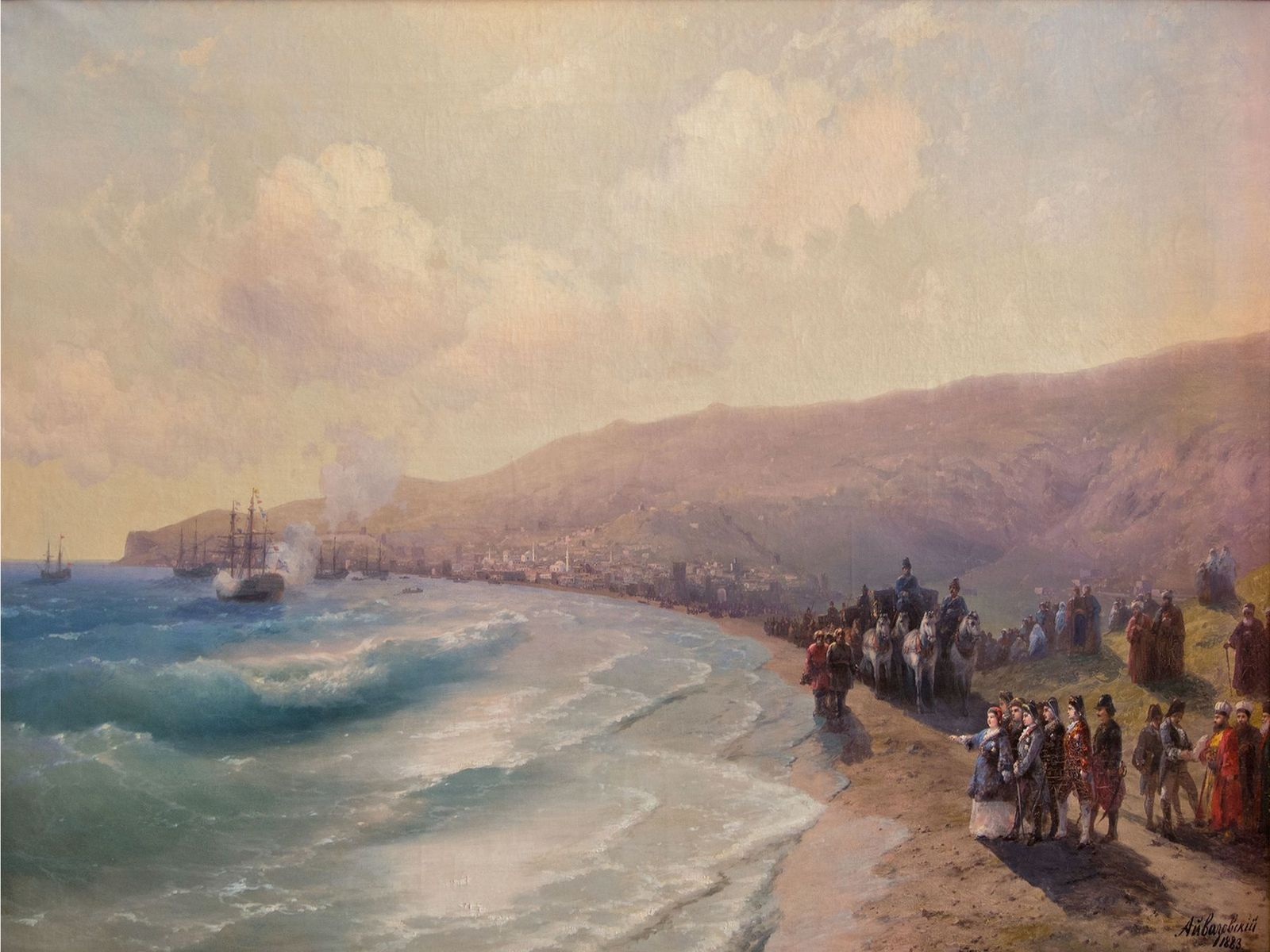
І. Айвазовський. Прибуття Катерини II у Феодосію

24 травня імператриця вирушила до Балаклави, де її зустрів озброєний загін амазонської роти — жіночий загін, який був спеціально створений графом Потьомкіним на честь прибуття Катерини II. Після цього кортеж рушив до Ак-Мечеті (сучасний Сімферополь). Наступною зупинкою став Карасубазар (сучасний Білогірськ), де імператриця оглянула тутешні російські війська. Далі вона вирушила до Судака і Старого Криму. У Феодосії, що стала останнім пунктом перебування Катерини II в Криму, імператриця відвідала Таврійський монетний двір, де на честь австрійського імператора Йозефа II було викарбувано дві монети. 29 травня весь кортеж вирушив у зворотній шлях. 31 травня Катерина II по Арабатській стрілці покинула Крим.

## Повернення до Санкт-Петербурга
Покинувши Кримський півострів, Катерина II відвідала деякі інші міста півдня Російської імперії: Генічеськ, Маріуполь, Нахічевань-на-Дону, Черкаськ, Азов, Бахмут.
7 червня імператриця відвідала Полтаву, зокрема місце, де колишній російський імператор Петро I переміг шведсько-козацьке військо Карла XII та Івана Мазепи у Полтавській битві 1709 року.
28 червня Катерина II в'їхала в Москву, а 11 липня повернулася до столиці Російської імперії — Санкт-Петербурга.

## Матеріальні свідчення

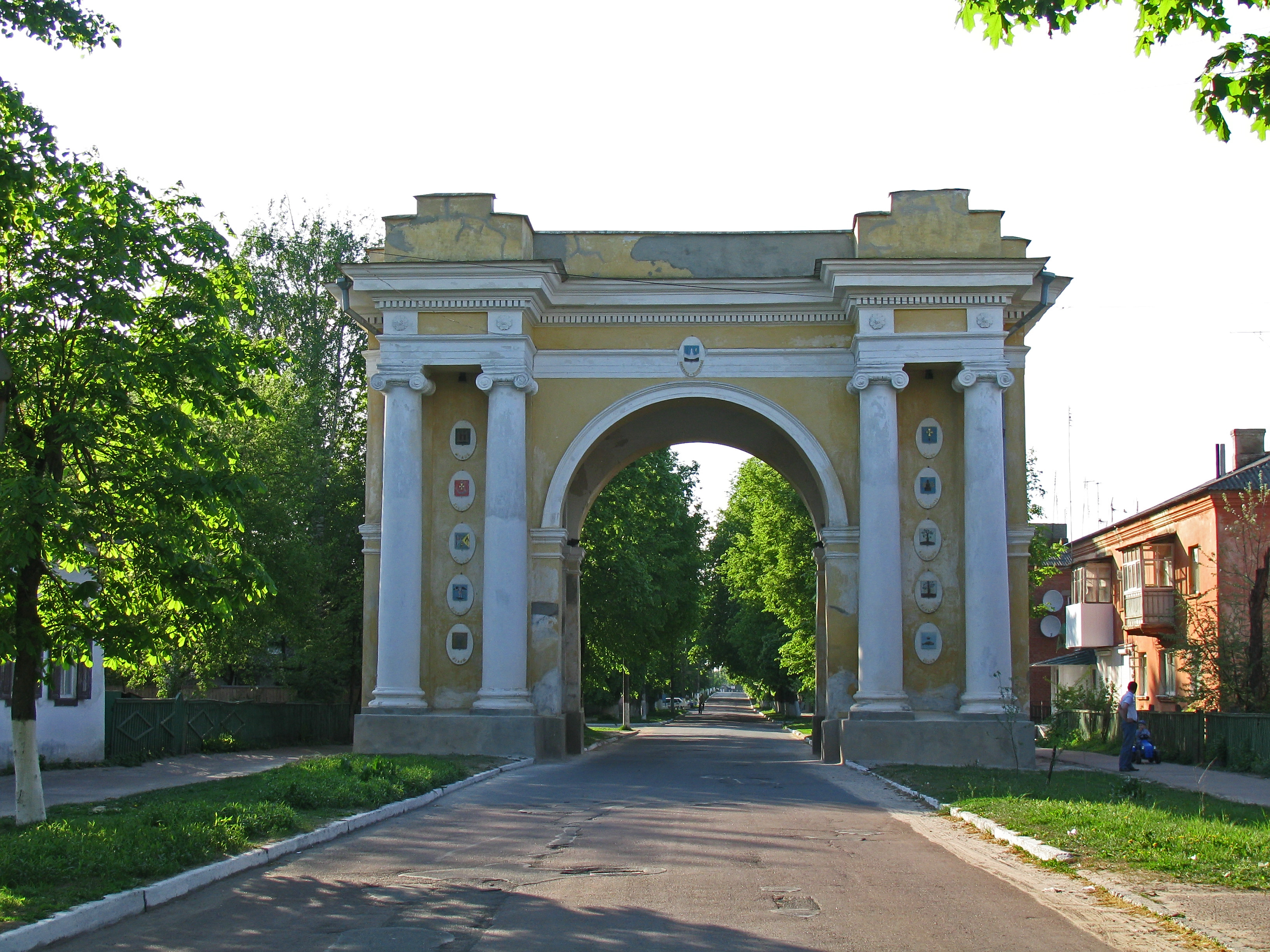
Тріумфальна арка в Новгород-Сіверському
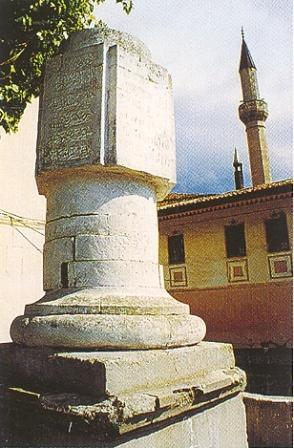
Катеринівська миля в Бахчисараї
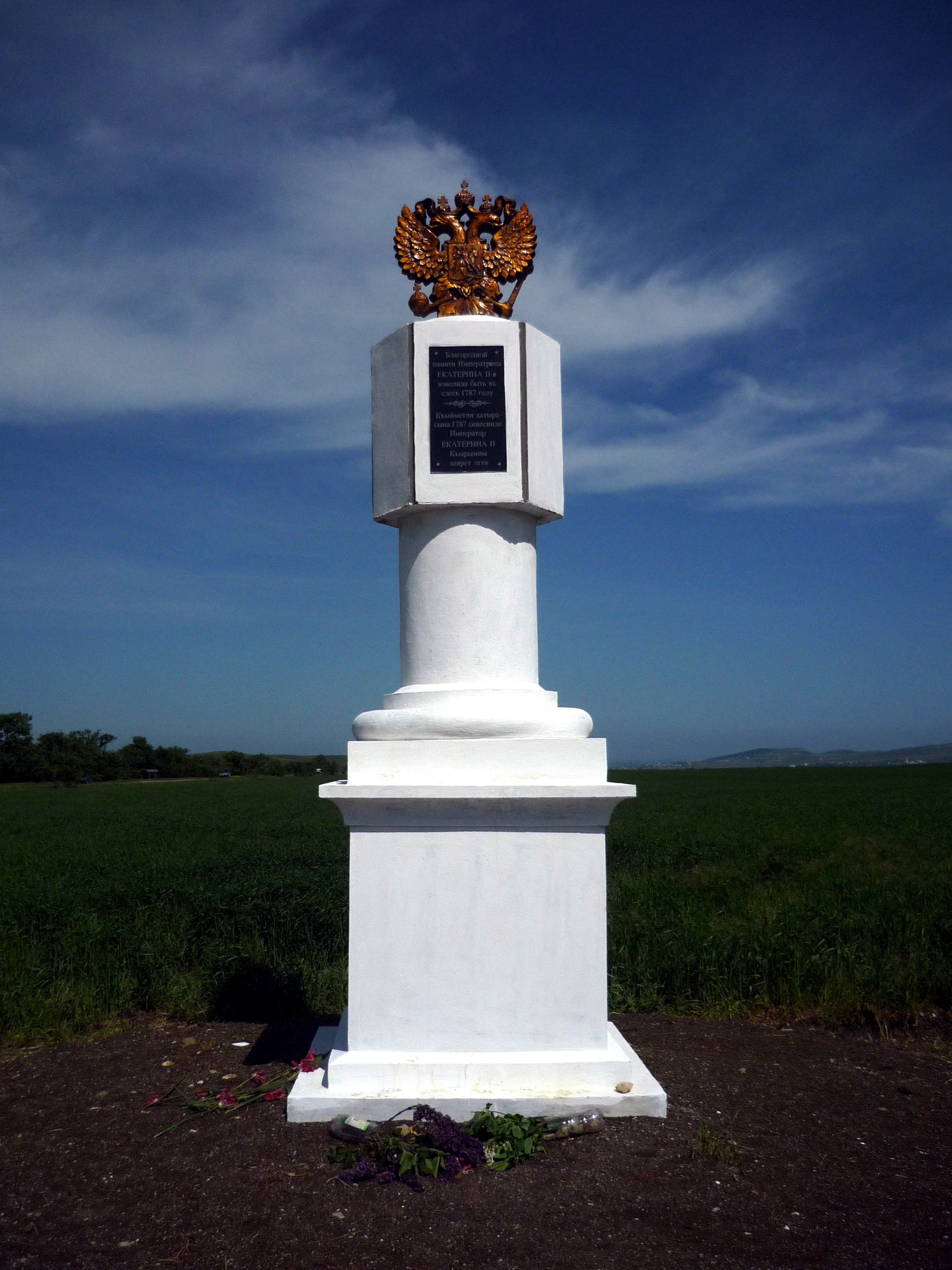
Катеринівська миля поблизу села Відважне на трасі Сімферополь — Феодосія

## Наслідки
Звістки про кримську подорож Катерини II на тлі поразки Османської імперії у війні 1768—1774 років, анексії Кримського ханства та побудови Чорноморського флоту в Севастополі спонукали турецького султана Абдул-Гаміда I висунути ультиматум Російській імперії з вимогою повернення під турецький контроль Криму та Грузії. Після відхилення Росією ультиматуму Османська імперія оголосила їй війну, що тривала до 1792 року і в якій Росія, що воювала разом з Австрією, так само здобула перемогу.